# 爆発熱
爆発熱（ばくはつねつ、英: Explosion heat）は、爆轟によって発生した生成熱のことである。
単位は「kcal/kg 」または「kJ/g」で表される。
ヘスの法則により「燃焼ガスの生成熱の総和」と「爆薬の生成熱の総和」との差が爆発熱に等しくなるので以下の式で表すことが出来る。
- Qv ＝　ΣQr(反応物の生成熱)-ΣQp(生成物の生成熱)　＝　Qp＋V0÷40 
  - V0=22.4×モル数
  - n=ガスのモル数
  - Qp=燃焼熱
  - Qv = 爆発熱